# Giovanni Guevara
Pour les articles homonymes, voir Guevara.
Guevara  Mejía est un nom espagnol. Le premier nom de famille, en général paternel, est Guevara ; le second, en général maternel, souvent omis, est Mejía.
José Giovanni Guevara Mejía, né le 25 avril 1983, est un coureur cycliste salvadorien.

## Biographie
En 2018, Giovanni Guevara devient champion du Salvador du contre-la-montre, à la Nueva Concepción. Près d'une semaine plus tard, il fait coup double en s'emparant du titre national en ligne.

## Palmarès et résultats

### Palmarès par année
- 2006
  - 2e étape du Tour du Nicaragua (contre-la-montre par équipes)
  - 2e du championnat du Salvador sur route
  - 2e du championnat du Salvador du contre-la-montre
- 2008
  - 2e du championnat du Salvador sur route
- 2010
  - 2e du championnat du Salvador sur route
  - 2e du championnat du Salvador du contre-la-montre
- 2011
  - 3e du championnat du Salvador du contre-la-montre
- 2017
  - 2e du championnat du Salvador du contre-la-montre
  - 3e du championnat du Salvador sur route
- 2018
  -  Champion du Salvador sur route
  -  Champion du Salvador du contre-la-montre
- 2019
  - 3e du championnat du Salvador sur route

### Classements mondiaux
| Année            | 2017 |
| ---------------- | ---- |
| UCI America Tour | 142e |